# Новоселівка (Первомайський район)
Новосе́лівка — село в Україні, в Арбузинській селищній громаді Первомайського району Миколаївської області. Розташоване на річці Арбузинка. Населення становить 471 особу. Відстань до центру громади становить близько 10,5 км і проходить автошляхом територіального значення.
Колишні назви села — Хутір, Мала Скаржинка. Село межує з селом Мар'янівка, яке розташоване вище за течією Арбузинки.
У селі діє Новоселівська загальноосвітня школа I—III ступенів. Неподалік від села розташований лісовий заказник «Новоселівка».

## Історія
Імовірно село засноване до 1820 року.
Перша назва — Хутір. Розташоване при злитті балки Брехухи та річки Арбузинки.
Згодом — село Новоселівка (Мала Скаржинка) поміщика Скаржинського
. Найменування села в перші десятиріччя його існування пов'язане з
прізвищем землевласника: Скаржинка(Мала Скаржинка) або ж є стягненою формою ойкоменізованого словосполучення Новоселок (від 'новий /по/селок'). Від останньої створена сучасна назва за допомогою суфікса — івк/а/ 'Новоселівка/Мала Скаржинка/'. Вперше село як Новоселівка згадується у «Переліку населених місць Херсонської губернії» у 1859 році.
Колишня назва села (Мала Скаржинка) свідчить про належність села до володінь роду Скаржинських, можливо й про заснування села одним із Скаржинських.
За даними 1859 року Новоселівка вказана як «деревня владельческая»(рос.), що налічує 46 дворів, населення становить 313 осіб (чоловіки — 151, жінки — 162).
Під час організованого радянською владою Голодомору 1932—1933 років померло щонайменше 60 жителів села.
Окупація села під час Другої світової війни відбулась на початку серпня 1941 року. Звільнення села від окупантів відбулося 21 березня 1944 р. зусиллями 51-го полку.

### Територіальна належність
За часи Російської Імперії Новоселівка належала до Лисаветградського повіту Херсонської губернії.
У 1896 р. Новоселівка належала до Трикратської волості Лисаветградського повіту Херсонської губернії.
У 1946 році Новоселівка входить до складу Мар'янівської сільської ради Арбузинського району Миколаївської області.
У 1979 році Новоселівка є центром Новоселівської сільської ради Арбузинського району Миколаївської області.

### Пам'ятки археології
Поблизу Новоселівки археологами знайдено групу курганів III тис. до н. е. — І тис. н. е.:
- Курганна група з 3 курганів, розташована за 1,5 км на схід від села.

### Новоселівка на старих мапах

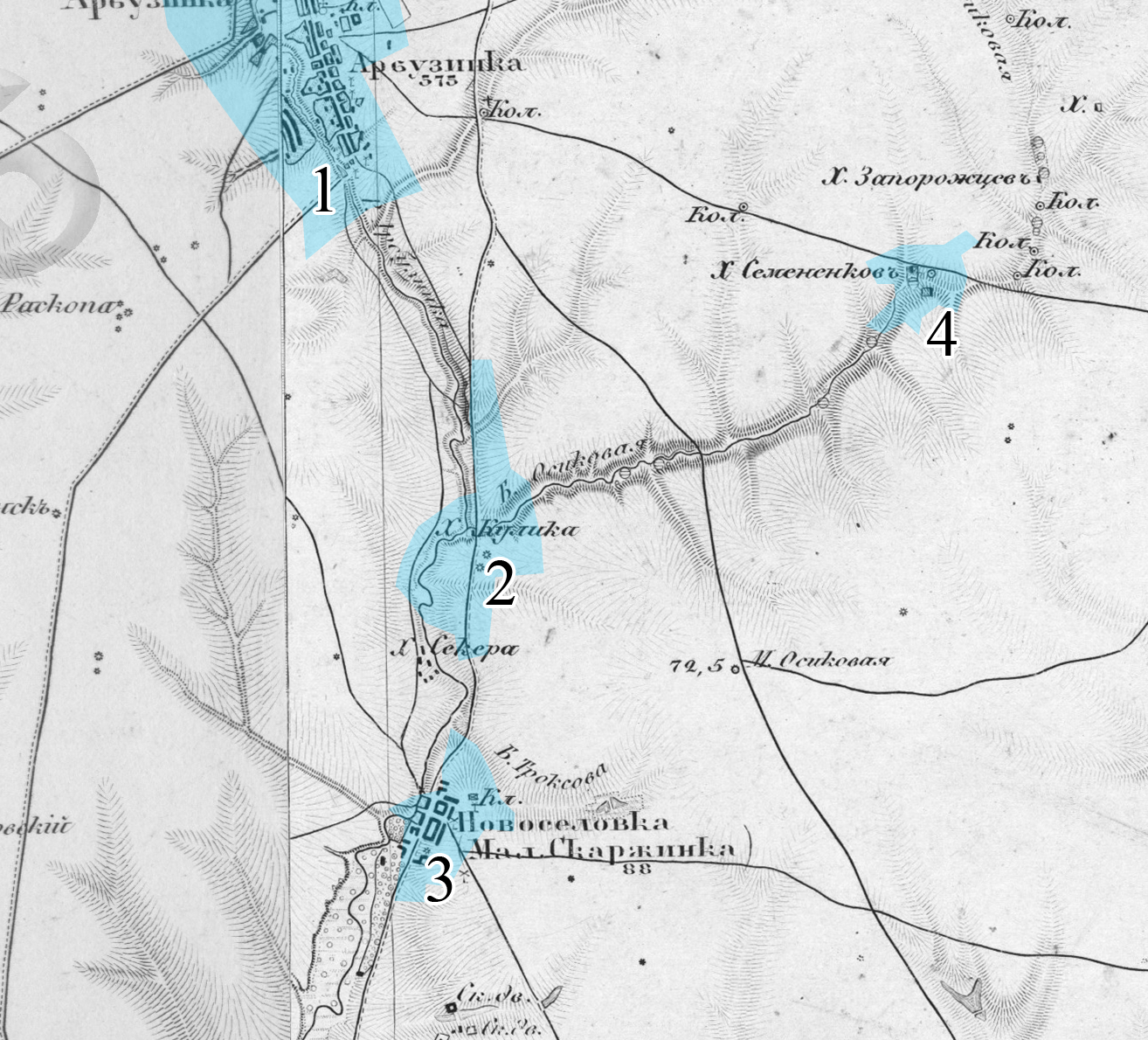
Околиці Новоселівки на мапі 1860—1890 років. Блакитним кольором зазначено межі сучасних населених пунктів: 1-Арбузинка; 2-Мар'янівка; 3-Новоселівка; 4-Полянка
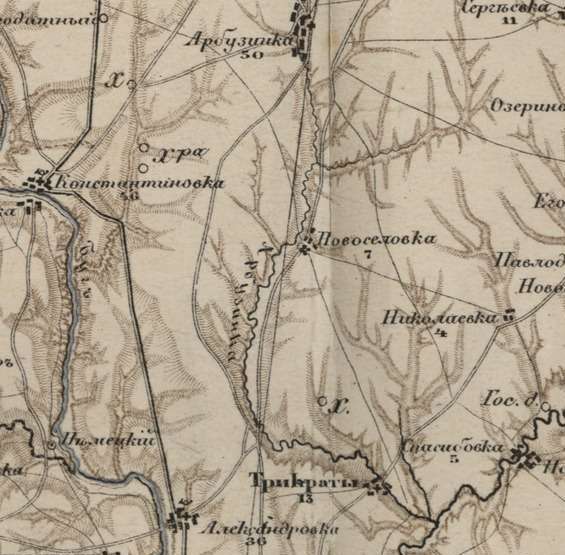
Околиці Новоселівки на 10-верстовій мапі Стрельбицького, видання 1868 р